# 第四転子

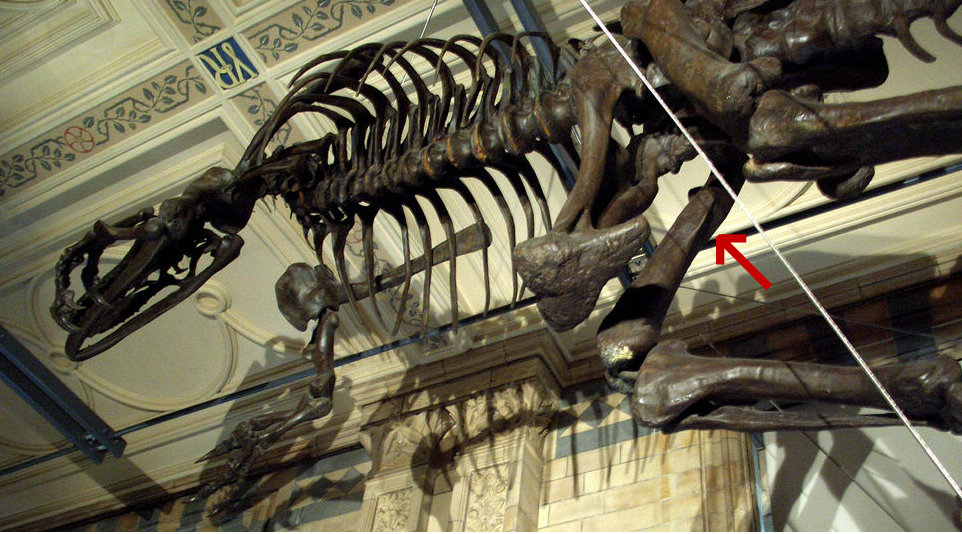
アロサウルス・フラギリスの骨格。赤矢印で第四転子が示されている。

第四転子（だいよんてんし）は、特に主竜類に存在する大腿骨の構造。大腿骨の後側に位置する突起であり、尾大腿筋に付着面を提供する。尾大腿筋は歩行・走行時に後肢を後方へ牽引する際に用いられる筋肉であり、第四転子は軟組織構造の重要な特徴と深く関係する。

## 形状と機能
第四転子はprimary caudofemoral tendonを介して尾大腿筋が付着する部位である。尾大腿筋は哺乳類の大臀筋の代わりとなる役割を持ち、ヘビを除く有鱗目や現生のワニにおいては主要な牽引筋である。恐竜類においては、1883年にルイ・ドロがイグアノドンの巨大な第四転子に着目しており、強力な尾大腿筋が存在したことを類推している。
第四転子は分類群ごとに大きさや形状が異なり、また機能も変化した。ワニでは、第四転子中央部に長尾大腿筋が付着し、より内側面に第1内恥坐大腿筋が付着する。ワニにおいて短尾大腿筋は第四転子そのものではなくより前側の近位内側に付着するが、ティラノサウルスの短尾大腿筋は長尾大腿筋と共に第四転子に付着する。ティラノサウルスの第四転子は複雑な形状をしており、さらに他の筋肉が付着した可能性もある。第四転子の形状は恐竜類の中でも多様性に富み、彼らの行動生態に関する示唆を与える。

## 個体発生
中華人民共和国雲南省で得られたルーフェンゴサウルスの胚化石からは、個体発生に伴う第四転子の発達の過程が示唆されている。20個体分の大腿骨を観察した結果、最小の大腿骨には第四転子の痕跡が認められず、より大型の大腿骨には内部の大部分を軟骨で占められた小型の転子が存在し、最大の大腿骨には大型で硬骨の転子が認められた。現生の哺乳類や鳥類に基づく類推から、第四転子は卵の中で筋収縮を起こして胚の運動を経て形成されたと推測される。

## 系統発生
有鱗目の爬虫類は第四転子ではなくinternal trochanterと呼ばれる転子を持ち、これを尾大腿筋の付着部としている。Nessbit et al. (2009) は、非主竜類型主竜形類であるプロテロスクスやエリスロスクス科に見られるinternal trochanterがユーパルケリアやプロテロチャンプサ科および主竜類に見られる第四転子と相同であると指摘した。その根拠はinternal trochanterと第四転子が共に尾大腿筋の付着部として機能することと、非主竜類型主竜形類において両者の区別が困難であることである。基盤的な主竜形類においてinternal trochanterは大腿骨のより近位に位置するが、派生的なエリスロスクスのinternal trochanterは遠位に位置しており、ユーパリケリアや主竜類の第四転子も同様である。従って、尾大腿筋の付着部は派生的な主竜形類の段階で近位から遠位へ移動しつつあったことがわかる。
またNessbit et al. (2009) は第四転子とinternal trochanterの区別をその形態に求めた。プロテロスクスやエリスロスクスの転子はほぼ一様に薄くブレード状をなし、内側または背側に位置する頂点は非対称形である。またユーパルケリアや基盤的主竜類の第四転子は尾大腿筋の付着する陵が低く、また明らかな非対称の頂点を持たない。プロテロチャンプサ科の転子は高く伸びていて鋭利であるが、陵の頂点は前後対称形である。こうして、Nessbit et al. (2009) は頂点の有無や対称性に基づいて第四転子の起源を定めている。
Nessbit et al. (2011) は先行研究で第四転子の不在が報告されたグラキリスクスを含む偽鰐類に広く第四転子を認めており、ほぼすべてのワニ系統の主竜類が対称な第四転子を持つとした。またNessbit et al. (2011) によれば翼竜やシュヴォサウルスおよびドロモメロンは明らかな転子を持たない代わりに、第四転子の位置にscarを持つ。恐竜の第四転子は背腹方向に対称な構造と、遠位側の縁が大腿骨体に対して急角度をなす非対称な構造に分けられる。獣脚類は前者にあたり、ヘレラサウルスやスタウリコサウルスおよびエオラプトルといった基盤的な恐竜、および鳥盤類と竜脚類は後者に該当する。